# Sebastian Pauschner
Sebastian Pauschner, (vezetéknevének változatai: Bausner, Bauzner, Pauschner, Paustner), (Lőcse, ?–Nagyszeben, 1553 / 1554) orvos.
Szepességi származású volt, 1513 körül Krakkóban tanult. Egyes feltételezések szerint orvosi tudását valamelyik itáliai egyetemen szerezte, és Brassóban folytatott orvosi praxist. 1524-ben dokumentáltan Nagyszeben város orvosa volt. 1553 végén vagy 1554 elején halt meg.

## Művei
- Linealis calculatio cum pulchris, documentis regulis ad monetã cracouiensem diligenter suputata. Krakkó, 1513.
- Eine Kleine Unterrichtunge: Wie Mann sich halten Solt, in der Zeit, der Ungütigen Pestilentz: Doctoris Sebastiani Pawschnery. Gedruckt in der Hermannstadt durch M. Lucam Trapoldner Im Jahr dess Herrn 1530. (A mintegy három ív terjedelmű, pestis elleni orvosi tanácsokat tartalmazó nyomtatványból egyetlen példány sem ismert, ám szövege másolatban fennmaradt.)